# Ногайска степ
Ногайската степ (на руски: Ногайская степь) е полупустинно равнинно пространство в южната част на Източноевропейската равнина, основно в северните части на Дагестан, западната периферия в Ставрополски край, а южната – в Чечения в Русия. На север се простира до Кумо-Маничката падина, на юг – до долината на река Терек, на запад – приблизително до Терско-Кумския и Кумо-Маничкия канал, а на изток – до бреговете на Каспийско море с приблизителни размери 170/170 km. На запад надморската височина достига до 170 m, а на изток е под морското равнище (–28 m). Голяма част от степта е заета от пясъчни масиви. Постоянни водни течения няма. Растителността е попустинна. Около 70% от площта ѝ се използва предимно за зимни пасища за овцете. За оводняване и напояване на степта се използва водата от двата напоителни канала на запад Терско-Кумския и Кумо-Маничкия и отклоняващите се на изток от тях канали – Сухокумски, Караногайски, Бурунни и др. В северозападната ѝ част са разположени градовете Нефтекумск (в Ставрополски край) и Южно-Сухокумск (в Дагестан).